# Брезовк
Брезовк (словен. Brezovk) — мале поселення в общині Брда, Регіон Горишка, Словенія. Висота над рівнем моря: 313,5 м.